# „F → h” hangváltozás a spanyol nyelvben
Az „f → h” hangváltozás a spanyol nyelv egyik legfeltűnőbb sajátossága, amelyben – meghatározott fonológiai környezetben – a latin eredetű szókezdő f- hehezetté alakult, majd eltűnt a sztenderd nyelvváltozatokban (viszont néhány szóban ma is ejtik Andalúzia és Közép-Amerika egyes részein, illetve a keleti asztúriai nyelvjárásokban); helyét ma néma h- őrzi a helyesírásban. E hangváltozás szintén megtalálható az okcitán nyelv gascon dialektusában, a szárd nyelv legarchaikusabb, nuorói dialektusának középső változataiban, elszórtan bizonyos itáliai dialektusokban, valamint az isztrorománban, azonban a spanyol az egyetlen jelentősebb nyelv, ahol ez állandósult és bekerült a sztenderd irodalmi változatba. Ez a szócikk a hangváltozásról folytatott nyelvészeti kutatások eredményeit, illetve a jelenség létrejöttében közrejátszó körülményekről és okokról szóló eddigi elméleteket ismerteti.

## Az /f/ hang helye a latin fonológiában

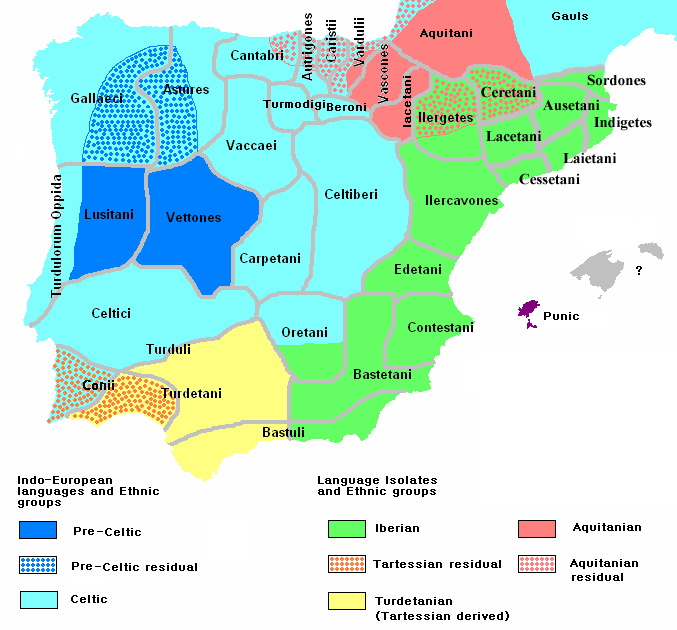
Az Ibériai-félsziget latin dokumentumokból ismert népei és nyelvei i. e. 200 körül

| indoeurópai                           | egyéb (megfejtetlen)                                 |
| ------------------------------------- | ---------------------------------------------------- |
| luzitán (őskelta?) ókelta dialektusok | ibér tartesszoszi vagy turdetán aquitaniai (óbaszk?) |

### Az /f/ illeszkedése a mássalhangzókészletbe
A latin nyelvben az /f/ hang kizárólag szókezdő helyzetben állhatott az eredeti latin tőszavakban, szóközi helyzetben csak kölcsönszavakban fordult elő (például rufus ’vöröses’). Természetesen azok a képzővel létrejött szóösszetételek, amelyek második tagja f-fel kezdődött, szóközi f-et mutattak: defendere ’megvéd’, confundere ’összekever’ stb. Ez az /f/ hang meglehetősen gyengén illeszkedett a latin mássalhangzórendszerbe, hiszen ez volt az egyetlen ajakréshang, és nem volt semmilyen párja az /s/ kivételével, vagyis viszonylag védtelen volt a fonetikai változásokkal szemben.

### Az /f/ ejtése valóban [f] volt?
Az előző szakaszban leírtakon túl elképzelhető, hogy az f betűvel jelölt hang valódi ejtése nem is labiodentális, hanem inkább bilabiális [ɸ] volt. A mai tudományos ismereteink alapján ezt nem lehet pontosan megállapítani. Az /f/ fonológiai izoláltsága miatt akár mindkétféle ejtés is előfordulhatott. Néhány kutató úgy véli, hogy a kasztíliai dialektus által kifejlesztett sajátosság volt csak az eredetileg ott beszélt indoeurópai dialektusok hatására, de nem általánosan elterjedt ejtésmód Hispániában. E feltevés bár lehetséges, nem erősíthető meg. Mindenesetre, az iberoromán dialektusokban a bilabiális ejtés látszik elterjedtebbnek és sokkal valószínűbbnek.
Az /f/ labiodentális ejtése, amely megtalálható a portugál, katalán, francia, olasz és román nyelvekben, a [β] > [v] változás mintájára jöhetett létre azokon a területeken, ahol az eredeti latin [w] hang – a kései [β] artikulációt követően – /v/-ként szilárdult meg. Ez utóbbi változás azonban az észak-spanyolországi területeken nem ment végbe, vagyis ha azt feltételezzük, hogy az /f/ labiodentális ejtésű volt, nem lett volna zöngés párja, így szintén nem illeszkedett volna a mássalhangzók rendszerébe.

## Az /f/ alakulása a kasztíliai nyelvjárásban

### Lehetséges ejtésváltozatok és előfordulásuk
Az /f/ fonéma bilabiális zöngétlen réshangként [ɸ] való ejtése instabilnak bizonyul, így hajlamos a környező hangok hatására bizonyos fonetikai módosulások elszenvedésére. Az [ɸ] hangnak tehát hangkörnyezetétől függően lehetett feszesebben, illetve lazábban artikulált kiejtése. A feltételezések szerint korábban háromféle artikulációja létezett:
- [h] az /o, u/ magánhangzók előtt,
- [hɸ] (ugyanezzel a jelöléssel egyenértékű a [ɸh] is) a /w/ félhangzó előtt, illetve
- [ɸ] az egyéb helyzetekben /i, e, a/, valamint /j, r, l/ előtt.

Amikor egy beszédhangnak többféle ejtésváltozata (allofónja) létezik, mint itt nevezetesen az /f/-nek, mindig potenciális változásoknak van kitéve az allofónok eloszlásának tekintetében. Bizonyos hangkörnyezetek erősíthetik (például ha az /f/-et nazális mássalhangzó előzi meg /-nf-/, vagy folyékony hang követi /-fl-, -fr-/), vagy gyengíthetik az artikulációt. Az okcitán nyelv gascogne-i dialektusában hangkörnyezettől függetlenül minden helyzetben a [h] ejtésváltozat vált általánossá, míg a kasztíliaiban ez csak magánhangzók előtt volt jellemző:
- fratre > hray ’testvér’
- fructu > heruto, spanyol fruto ’gyümölcs’
- flore > hlor, sp. flor ’virág’
- festa > hèsta, sp. fiesta ’ünnep’
- filu > híu, sp. hilo, filo ’szál’
- fatu > hado (sp. is) ’sors, végzet’
- confine > couhí, sp. confín ’határos’ [területtel]
- profundu > prouhoun, sp. profundo ’mély’.

Érdemes megemlíteni, hogy a Romania más területein is végbement ez a változás, például az olaszországi Calabria régió Catanzaro, Cosenza és Reggio Calabria megyéiben a latin f- helyén h- található: faba > hava (sp. haba) ’bab’, femina > hímmina (sp. hembra) ’nő’, ferru > hierru (sp. hierro) ’vas’, ficu > hicu (sp. higo) ’füge’; sőt, észak-olaszországban Brescia megyéből is találtak hasonló példákat: famen > ham (sp. hambre) ’éhség’, februariu > hebrer (sp. febrero) ’február’, folia > hoja (sp. is) ’levelek’. A változás megtalálható a moldovai román tájszólásokban, valamint a macedorománban is: filiu > hiu (sp. hijo) ’fia’, ferru > hier ’vas’. Szardínia bizonyos területein az f- teljesen eltűnt: focu > oku (sp. fuego) ’tűz’, fumu > ummu (sp. humo) ’füst’.

### A változásra utaló első írásos nyomok Kasztíliában
Kasztíliában (beleértve a mai La Rioja tartományt is) a legkorábbi dokumentáció, amely az /f/ > /h/ átalakulásról vagy az /f/ elvesztéséről tanúskodik, a 9. századból származik. Az egyik ilyen, 863-ból való dokumentumban a latin forticius név Ortiço alakban szerepel, majd egy későbbi 927-es dokumentumban Hortiço írásmóddal fordul elő. A 11. századtól az előfordulások száma növekszik, és nemcsak Kasztília területéről, hanem más területekről is. Mint a példákból látható, mivel a változás már írásban is megjelent, a beszédben már jóval előbb bekövetkezhetett.
Nem tudni azonban, hogy az újító kiejtés lehetett-e az általános egész Kasztília területén (valószínűleg az alacsonyabb rétegek ejtésmódjában fordult elő leginkább), elképzelhető, hogy a műveltebb, konzervatívabb rétegek [f] vagy [ɸ] hangot ejtettek minden helyzetben, vagy pedig csak a hátul képzett magánhangzók előtt ejtették a [h] hangot. Messzemenő következtetés mindaddig nem vonható le, amíg a fonetikai változás nem állandósult a helyesírásban, ugyanis feltételezhetően sokáig még az f jelölte a [h] hangot is. Ezt jól példázza, hogy a Cantar de Mio Çid eposzban az arab eredetű hasta (< arab ḥatta) elöljárószó fasta írásmóddal szerepel. Ugyanakkor az arab al-ḥanbal ’szőnyeg’ szó a spanyolba alfombra alakban került be [f]-fel ejtve. Mindez azt mutatja, hogy a beszélők nem tudtak igazából különbséget tenni az [f] és a [h] hang között (vö. a portugál nyelvbe szintén f-fel kerültek be az arab [ḥ] hangot tartalmazó szavak), amint azt Alarcos Llorach (1951) is említi:

En el sentimiento del hablante la sustitución de h por f no comportaba ningún cambio de significación; fonológicamente, eran variantes de un solo fonema. Para los cultos, entre estas dos variantes había cierta relación valorativa: la f era más culta, la h más rústica; ambos sonidos eran, pues, variantes estilísticas de un solo fonema.
„A beszélő érzése szerint az f hang h-val történő helyettesítése nem vont magával semmilyen jelentésváltozást; fonológiailag egyetlen fonéma változatai voltak. A tanultak számára e két változat között bizonyos értékítélet létezett: az f műveltebb, a h népiesebb volt; mindkét hang tehát egyetlen fonéma stilisztikai változata volt a beszédben.”

### A fonológiai környezet
A kasztíliai nyelvjárásban a [h]-val történő ejtésmód általánosult minden, magánhangzó előtti helyzetben:
- facere > hacer ’csinál’
- femina > hembra ’nő(stény)’
- ferru > hierro ’vas’
- filiu > hijo ’fia’
- folia > hoja ’(fa)levél’
- fumu > humo ’füst’

A latinból származó képzős szavakban szintén h-vá alakult az -f-, amennyiben a beszélők érezték, hogy képzővel ellátott alakról van szó, vagyis az eredeti szó f-fel kezdődött:
- offocare > ahogar ’(el/meg)fojt’
- suffumare > sahumar ’kifüstöl, illatosít’

Ellenkező esetben, a szóközi -f- rendes fejlődése – a zöngétlen zárhangokéhoz hasonlóan – [β] hangot (írásban v vagy b) eredményezett:
- profectu > provecho ’előny, haszon’
- raphanu (< gör. ῥάφανος) > rábano ’retek’

Az óspanyolban az -nf- kapcsolat -f-et (vagy -ff-et) eredményezett: infante > ifante vagy iffante, a modern spanyolban azonban az etimológiai infante alak honosodott meg.
Az f megmaradt a mássalhangzók környezetében, valamint a [w] félhangzó előtt, ez utóbbi leginkább azzal magyarázható, hogy a labiális ejtésű [w] rásegített a szintén labiális [ɸ] vagy [f] megőrzésében:
- flore > flor ’virág’
- frigidu > frío ’hideg’
- forte > fuerte ’erős’
- fuimus > fuimos ’voltunk’

Akad azonban kevés számú példa arra is, hogy az fl- kapcsolat elveszítette az f-et (például flaccidu > lacio), ami azt sugallja, hogy esetleg ritkán előfordulhatott a [hl-] artikuláció; mindazonáltal a legtöbb esetben az f megmarad ebben a környezetben (valószínűleg itt más tényezők játszottak szerepet, vö. a szókezdő cl-, pl- csoportok palatalizációját az első tag elvesztésével).

## Az /f/ > /h/ változás és a baszk–latin kétnyelvűség

### Érvek a baszk típusú szubsztrátum mellett
A jelenség okára eddig adott magyarázatok közül a legáltalánosabb és máig legelfogadottabb Ramón Menéndez Pidallal hozható összefüggésbe, aki szerint a változás indíttatója a „baszk–kantábriai–ibér” szubsztrátum. Magyarázatának lényege abban rejlik, hogy a baszkok és a kantábriaiak (és lehetséges, hogy az ibérek is), akik nyelvéből hiányzott az [f] hang, a latin fokozatos átvételekor a [h]-val helyettesítették, amely akusztikailag közel áll az [f]-hez. Erre bizonyítékul szolgálhat, hogy a változás első írásos nyomai Kasztília északi, baszk nyelvű területekkel szomszédos részein jelentek meg, valamint a Pireneusok túloldalán lévő Gascogne-t is érintette (még inkább, mint Kasztíliát), amely szintén baszkul beszélők lakta terület volt eredetileg.
Bár ugyanez a hangváltozás elszórtan előfordul a Romania más területein is, egyedül a spanyolban és a gasconban vált teljesen általánossá (élesen elkülönítve e két dialektust az összes többi újlatin nyelvtől), tehát azokon a területeken, ahol bizonyítottan a baszkok, illetve őseik éltek a római hódítások előtt.

### Ellenérvek a szubsztrátumelmélettel szemben
Az imént ismertetett elmélet elsőre racionálisnak tűnik, azonban több ponton is komoly problémákat vet fel. Mindenekelőtt, a latin jövevényszavakban az [f] fonémát a baszk általában a [b]-vel helyettesítette: frŎnte > boronde, fŎrtis > bortitz, fĪcu > biko ~ iku stb. Másrészt, a nyelvtörténeti adatok tanúsága szerint az [f] > [h] változás viszonylag későn, a vizigót korszakot követően következhetett be, amely a baszk szubsztrátum ellen szól.
E bizonytalanságban felmerülhet a kérdés, „valóban a [h] helyettesítette volna az [f]-et?” (Menéndez Pidal szerint a latin és újlatin /f/ egyértelműen labiodentális, és nem bilabiális ejtésű volt); vagy, „valóban nem tudták volna a baszkok az [f]-et kiejteni?” (figyelembe véve, hogy egyes baszk nyelvjárásokban a korábbi bilabiális réshang [f]-fé alakult magánhangzók között). Ahogyan a baszk nyelvész, Koldo Mitxelena (1957) is megerősíti:

[…] los vascos no parecen haber encontrado demasiadas dificultades para pronunciarlo a partir de fecha bastante antigua.
„[…] nem úgy tűnik, mintha a baszkoknak túl sok nehézséget okozott volna kiejteni [az f-et] már elég régi időktől kezdve”

Egy másik, szintén nyomós érv a baszk „szubsztrátum” ellen, hogy a Navarrai Királyságban, ahol túlnyomórészt valóban baszk anyanyelvű lakosság élt, aki nyelvcsere útján a latint átvette, a szókezdő /f/ megőrződött az ottani újlatin dialektusban. Amennyiben a baszk nyelvűek jelenléte oly fontos tényező lett volna, akkor ennek valamilyen hatása kellett volna, hogy legyen a navarrai dialektusban.
Mások sokkal általánosabb oldalról próbálták megközelíteni a problémát. Lévén, hogy az /f/ > /h/ változás más újlatin nyelvű területeken is előfordul, miért kell feltétlenül éppen a baszk hatással összefüggésbe hozni? Néhány kutató úgy véli, hogy ha csupán belső strukturális tényezőkkel megmagyarázható a változás, nincs szükség további okok keresésére. Így Malmberg (1958; 1961) szerint, ha abból indulunk ki, hogy a jelenség csak egy fonetikai tulajdonság, nevezetesen a labialitás elvesztése miatt következett be a többi nyugati újlatin területektől elszigetelt részen, nem kellenek hozzá más kiváltó okok.
Végső következtetésként elmondható: nem könnyű feladat bizonyítani, hogy a baszk aspirált ejtésmód (amely később eltűnt vagy bilabiális zárhang váltotta fel bizonyos latinizmusokban) befolyásolta-e az újlatin f- realizációját, avagy a kasztíliai hehezet okozta a középkori baszkra rekonstruált efféle ejtésmódot.

### Alternatív elméletek
A fenti nyelvészeti érveléseken túl egyes szakemberek más, egészen elvont szempontokból is megközelítették a problémát. Így Dr. Gregorio Salvador dialektológus, a Spanyol Királyi Akadémia tagja, 1983-ban azzal az – általa „geológiai hipotézisnek” nevezett – elmélettel állt elő, miszerint az átalakulást az eredményezte, hogy a kasztíliai nyelvjárás első beszélői „elvesztették a fogsorukat az ottani víz csekély fluortartalma miatt”. Elméletével kapcsolatban még összehasonlító vízminőségi méréseket is végeztek Kasztília és Aragónia (ahol az f- megőrződött) területén, az eredmények azonban nem mutattak értékelhető különbségeket a kasztíliai és az aragóniai víz összetételét illetően. José Ramón Maruri, a Navarrai Egyetem nyelvésze 1986-ban az alábbi ironikus végkövetkeztetéssel jellemezte Dr. Salvador elméletét:

Es evidente que, si los dientes de los castellanos primitivos no resistieron la acción destructora de las aguas, la misma suerte tuvieron que correr los dientes de los altoaragoneses. No se explica, pues, cómo se las arreglaron estos desdentados para mantener intacta la F- inicial latina que los otros perdieron con la dentadura. En la hipótesis del Dr. Salvador hay alguna falla… geológica.
Nyilvánvaló, hogy ha a legelső kasztíliai beszélők nem álltak ellen a vizek romboló hatásának, hasonló sorsban kellett, hogy részesüljenek a felső-aragóniaiak fogai is. Nem lehet megmagyarázni, tehát, hogy miként oldották meg ezek a foghiányosok a szókezdő latin F- érintetlenül maradását, amelyet mások elvesztettek a fogsorukkal. Dr. Salvador hipotézisébe egy kis hiba csúszott… méghozzá geológiai.

## Következtetések
Az eddigi elméletekkel alapvetően az volt a probléma, hogy túlzottan leegyszerűsítették a kérdést. A kutatók, úgy a szubsztrátumelméletek pártolói, mint ellenzői, egyetlen egyszerű okot keresve próbáltak magyarázatot találni a változásra, amikor köztudott, hogy egyetlen tényező még nem fog hangváltozást okozni, a folyamat ennél sokkal összetettebb.
Akik a jelenséget a baszk szubsztrátummal hozták összefüggésbe, nem foglalkoztak részleteiben azzal, hogy miként fejthette ki a hatását, és nem vizsgáltak meg egyéb körülményeket. A „szubsztrátum” kifejezés használata eleve nem szerencsés, ugyanis ez azt feltételezné, hogy az átalakulás már akkor elkezdődött a latinban, amikor a rómaiak megérkeztek a félszigetre. A dokumentumokból azonban jól ismert tény, hogy a hangváltozásnak a 8–10. század környékén kellett bekövetkeznie, tehát a megfelelőbb kifejezés az „adsztrátum” vagyis „kölcsönhatás” lenne (azt is figyelembe véve, a szubsztrátum definíciójából eredően, hogy a baszk nyelv nem halt ki).
A szubsztrátumhatás ellenzői ugyanakkor kizárták annak a lehetőségét, hogy a baszk–újlatin kétnyelvűségnek is szerepe lehetett a változásban. Aki a jelenséget általánosságban próbálta magyarázni azzal, hogy „máshol is előfordul”, nem vette figyelembe azt, hogy ugyanazon fonetikai átalakulást más területeken más és más hatások idézhetik elő.
Összességében tehát senki nem vizsgálta meg kielégítő módon a jelenség komplexitását, nevezetesen, hogy a baszk–újlatin kétnyelvűség is, valamint belső nyelvi strukturális okok is esetleg közrejátszhattak a változás létrejöttében. További problémát jelent, hogy bár a jelenséggel kapcsolatban folytak újabb kutatások, azonban ezek eredményeit még a legújabb kiadású nyelvészeti szakirodalmak sem vették figyelembe, csupán a klasszikus elméletekre hivatkoztak.
Végezetül érdemes megemlíteni, hogy a szóban forgó fonetikai átalakulás csak a népi úton örökölt latin alapszókincset érintette; a szókezdő helyzetben – magánhangzó előtt – megjelenő f- művelt átvételek eredménye.

## Lásd még
- A spanyol nyelv története
- Óspanyol nyelv
- Paleohispániai nyelvek

## Külső hivatkozások
- Cantar de Mio Cid a Wikiforrásban
- Diccionario de lengua española (RAE)